# Лични рачунар
Лични рачунар (енгл. personal computer, скраћено PC — латинички изговор: пи-си) је рачунар намењен за личну употребу једног корисника (у једном тренутку), независно од места употребе (нпр. код куће или на послу). 
1. Монитор
2. Матична плоча
3. Централни процесор
4. АТА
5. Радна меморија
6. Додатне картице
7. Јединица напајања
8. Оптички уређаји
9. Хард диск
10. Тастатура
11. Миш

Одредница лични рачунар се односи првенствено на почетну и основну намену рачунара пре него на његову реалну употребу. Савремени лични рачунари са новим оперативним системима могу да услужују више корисника истовремено и на тај начин практичну буду третирани као серверски системи а не лични. Такође је могуће да неко поседује рачунар првенствено намењен вишекорисничком раду за личну употребу. Ни оперативни систем више не одређује да ли је рачунар лични или не јер сви савремени оперативни системи подржавају вишекориснички рад.
Намена, цена и величина личног рачунара одговарају личној употреби. Уобичајени задаци су обрада текста, употреба интернета, мултимедија, играње игара, програмирање, коришћење друштвених мрежа и сл. Већина софтвера која се пише за кућне рачунаре, наменски се прави што једноставнијим за употребу. Појам персоналног компјутера се данас најчешће односи на IBM PC компатибилни рачунар, мада постоји неколико не-IBM компатибилних рачунара, заснованих углавном на PowerPC фамилији процесора.
Познати модели:
- IBM PC
- Мaкинтош

## Типови

### Стони рачунар
Пре широке употребе личних рачунара, рачунар који је могао да стане на сто био је изузетно мали, што је довело до појаве номенклатуре "стони рачунар". У новије време ова фраза обично указује на одређени стил кућишта рачунара. Стони рачунари долазе у различитим стиловима, од великих вертикалних кућишта-кула до малих модела које можете сакрити иза или поставити директно испод (и да подржавају) ЛЦД монитора.
Иако се термин "стони рачунар" често односи на рачунар са вертикално постављеним кућиштем-кула, ове врсте често се постављају на под или испод столова.

### Лаптоп
Лаптоп је намењен за преносивост и има конструкцију "преклопне кутије", у којој се тастатура и рачунарски компоненти налазе на једној плочи, док је друга плоча на шаркама и садржи равни екран дисплеја. Затварање лаптопа штити екран и тастатуру током транспорта. Лаптопови су обично опремљени пуњивом батеријом, што повећава њихову мобилност.
Ultrabook и Chromebook технички су спецификације Intel и Google редом.

### Таблет
У таблету се користи екран осетљив на додир, којим се може управљати помоћу стилуса или прста. Неки таблети могу имати "хибридни" или "трансформативни" дизајн, нудећи тастатуру коју можете или извадити као додатак или екран који можете окретати и савијати директно преко тастатуре. Неки таблети могу користити оперативни систем за стоне рачунаре, као што је Windows или Linux, или могу радити под оперативним системом развијеним првенствено за таблете. Многи таблети имају УСБ портове на које се могу прикључити тастатура или миш.